# Delacroix (Louisiane)
Pour les articles homonymes, voir Delacroix.
Delacroix est une zone non incorporée de la paroisse de Saint-Bernard située en Louisiane aux États-Unis.
Le village fut fondé à l'époque de la Louisiane française. Il est situé à une vingtaine de kilomètres au sud du lac Borgne et à une cinquantaine de kilomètres au sud-est de La Nouvelle-Orléans et du lac Pontchartrain.
En 1780, un certain nombre Isleño, colons espagnols appelé "Îlois" par les Franco-Louisianais, s'installèrent à Delacroix lors de la période espagnole de la Louisiane dans un lieu qu'ils nommèrent "La Concepción". Au début du XIXe siècle, après le départ des autorités espagnoles, "La Concepción" fut rebaptisée "Terre aux Bœufs" par les Franco-Louisianais. 
Jusque dans les années 1930, Delacroix n'était accessible, au monde extérieur, que par bateau. Depuis, une route a été construite pour «l'île Delacroix» (en réalité une zone intérieure entourée de marais et de bayous). 
Delacroix est un centre de pêche actif, avec des entreprises liées à cette activités.
En 2005, comme une grande partie de la région, Delacroix a été dévastée par l'ouragan Katrina. Toute la zone a été inondée, et la majorité des bâtiments furent complètement détruits.
En 2010, une grande partie du village de pêcheurs de Delacroix a été reconstruit, avec la plupart des nouvelles constructions surélevées sur pilotis.